# La Seine et la Marne
La Seine et la Marne est un groupe sculpté en marbre par Nicolas Coustou réalisé entre 1699 et 1712.

## Description

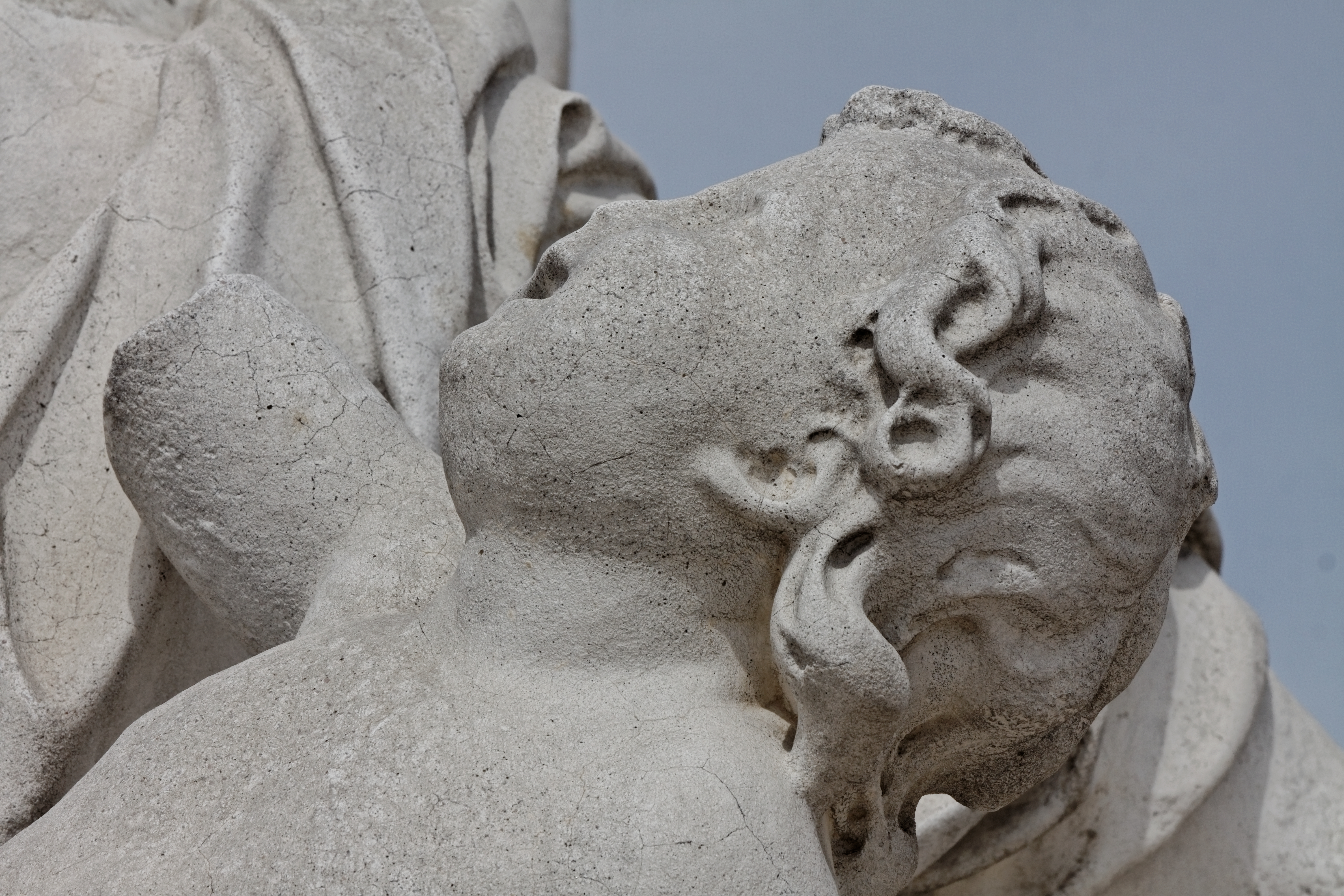
L'un des enfants dont une partie du corps a disparu.

L'allégorie de la Seine et de la Marne, représentant la jonction entre les deux cours d'eau, est représentée par deux personnages qui se font face. Cette position donne une certaine animation de diversité à l'œuvre puisqu'on voit un personnage de face tandis que l'autre nous montre son dos en fonction d'où on se place autour de l'œuvre. Cette position des têtes porterait sur le fait que les deux cours d'eau prennent leurs sources dans des régions assez éloignées l'une de l'autre. À leurs côtés, deux enfants tiennent dans leurs mains les attributs des deux cours d'eau.

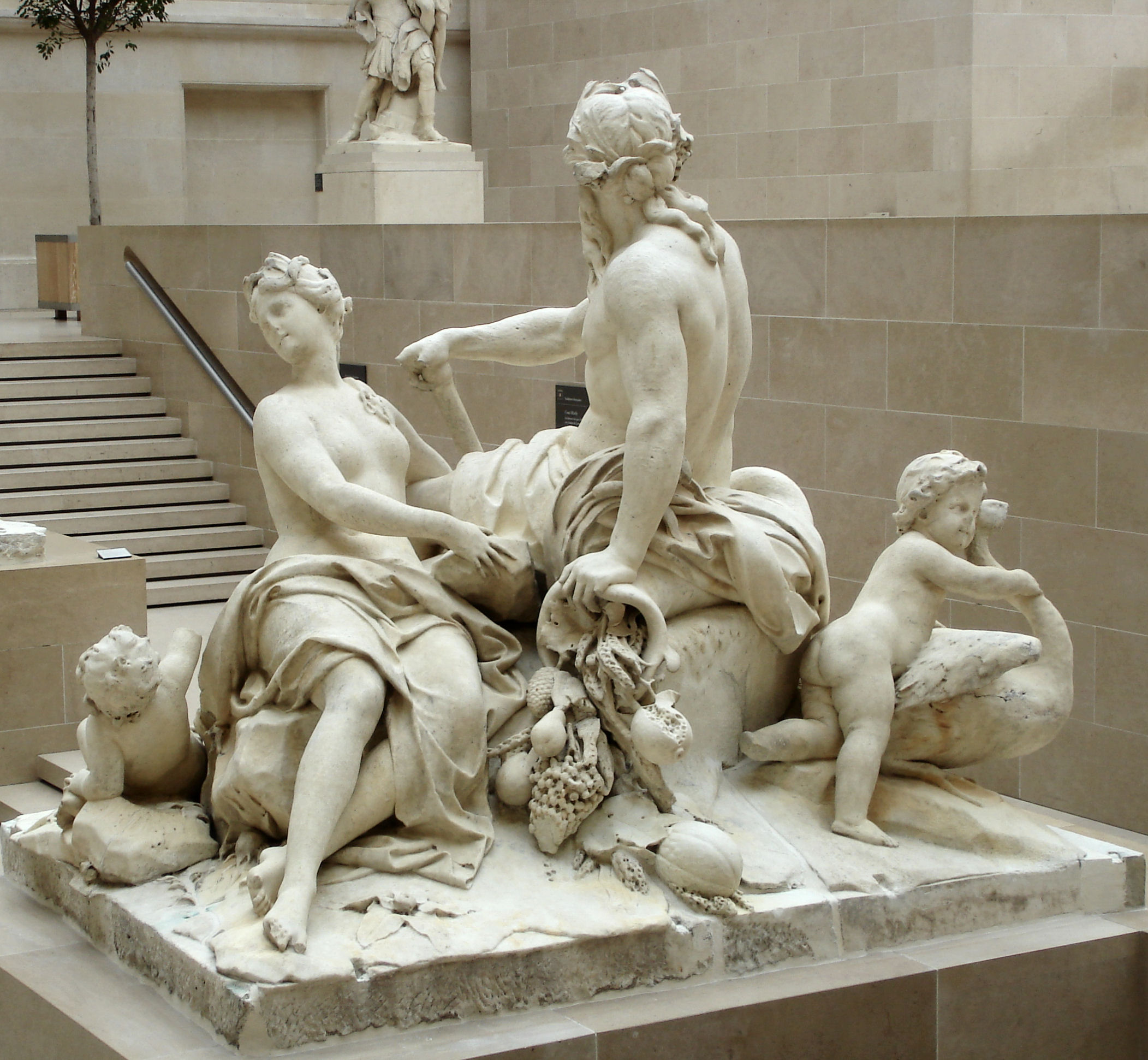
Vue d'ensemble.

Ce groupe de marbre est signé derrière la roche où est assis le Fleuve (le vieux personnage masculin représentant la Seine), avec l'inscription suivante : NICOLAVS / COVSTOV LVGD. / FECIT. 1712,. La Marne est représentée par une femme.

### Attributs
Le vieillard, qui idéalise la Seine, est appuyé sur une corne d'abondance d'où sortent différents fruits comme des melons ou des grenades, montrant la richesse du fleuve qui traverse la capitale jusqu'à la Manche. Si cette corne est présente, ce n'est pas que pour montrer la richesse de la région mais aussi pour rappeler une autre œuvre existante avant celle de Coustou, une allégorie du Tibre et du Nil, exposée à Rome. Surélevé, massif, il se veut comme l'élément principal de ce groupe en tenant une rame, l'emblème de la puissance maritime durant l'Antiquité.

La Seine
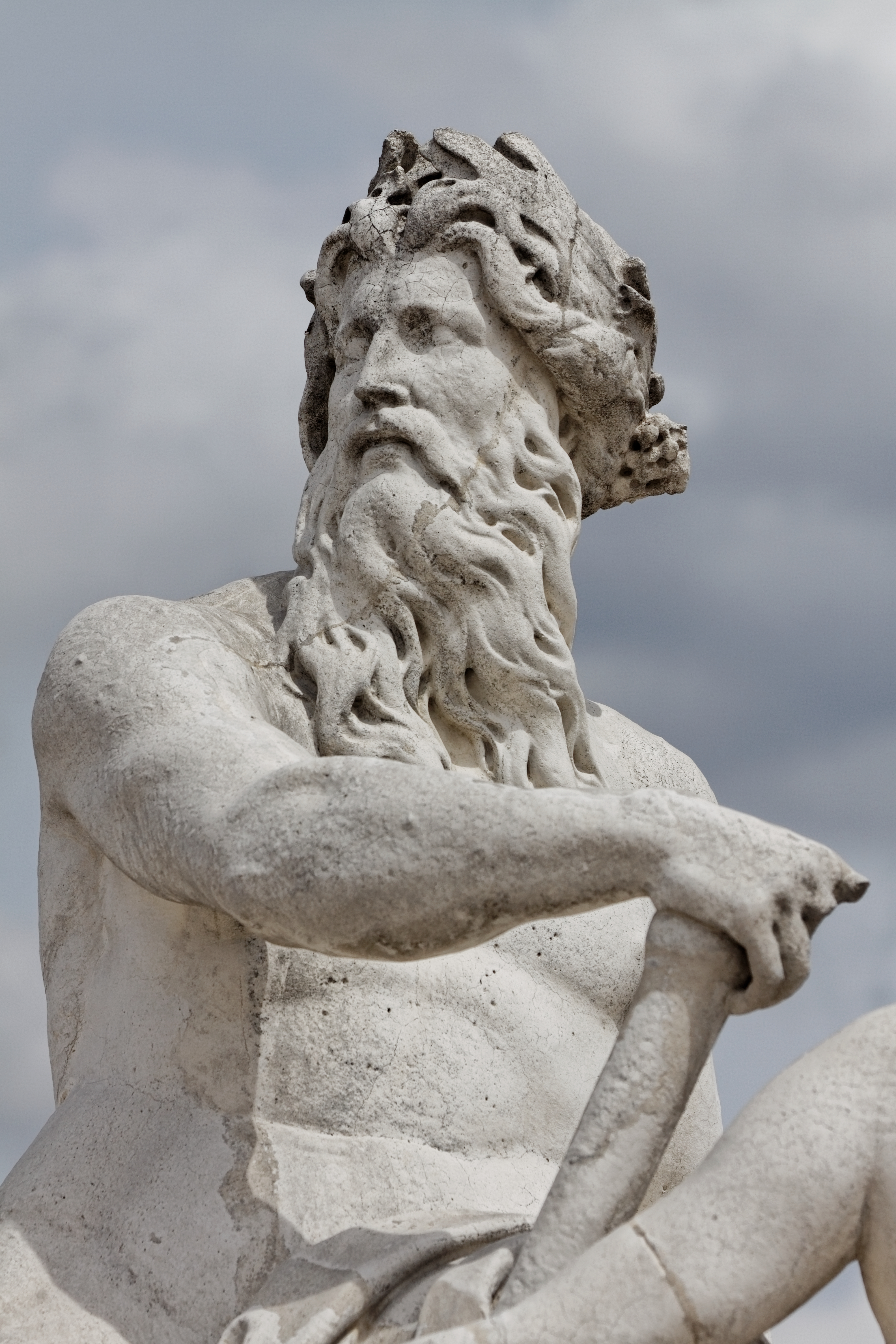
L'allégorie de la Seine.
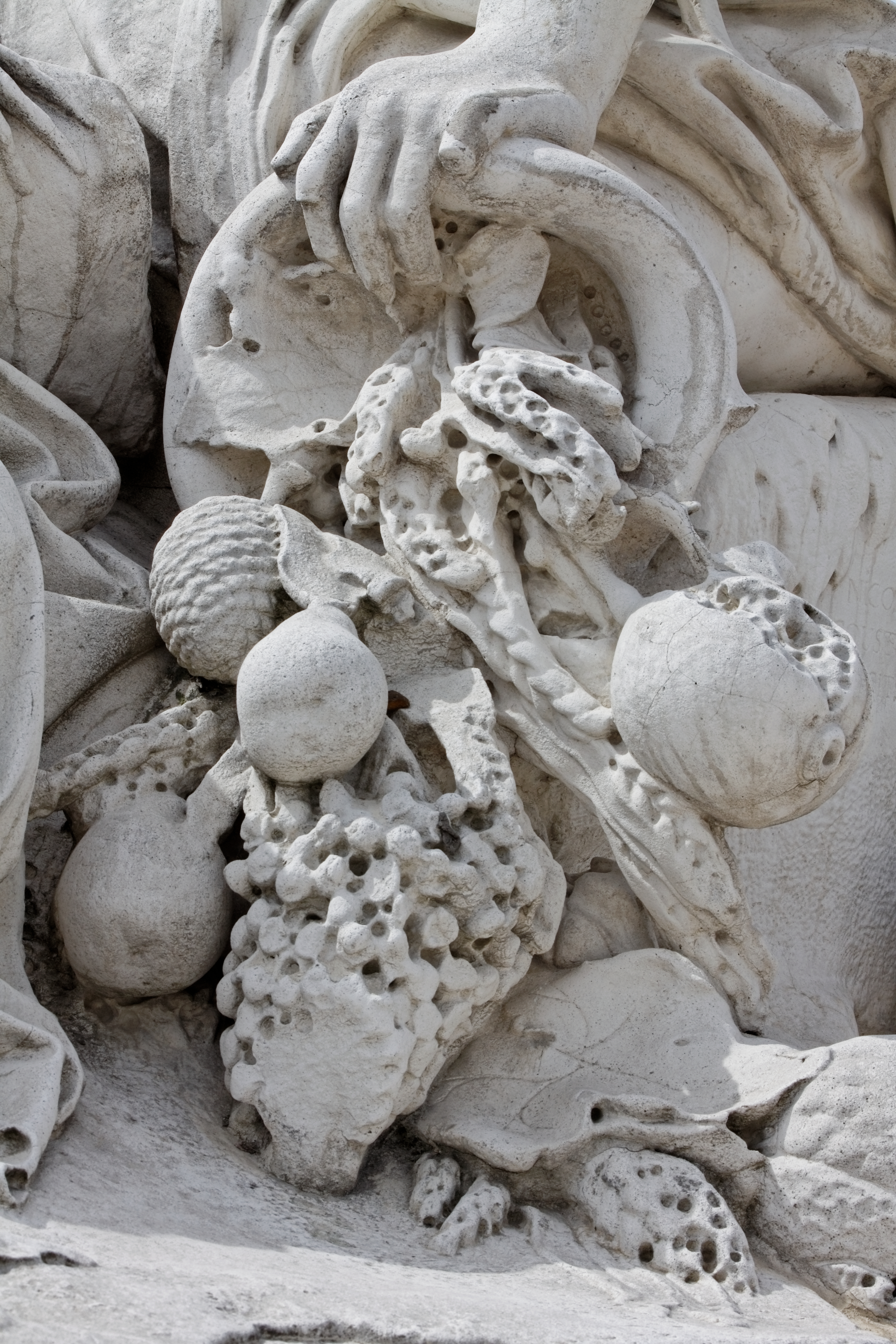
La corne d'abondance.
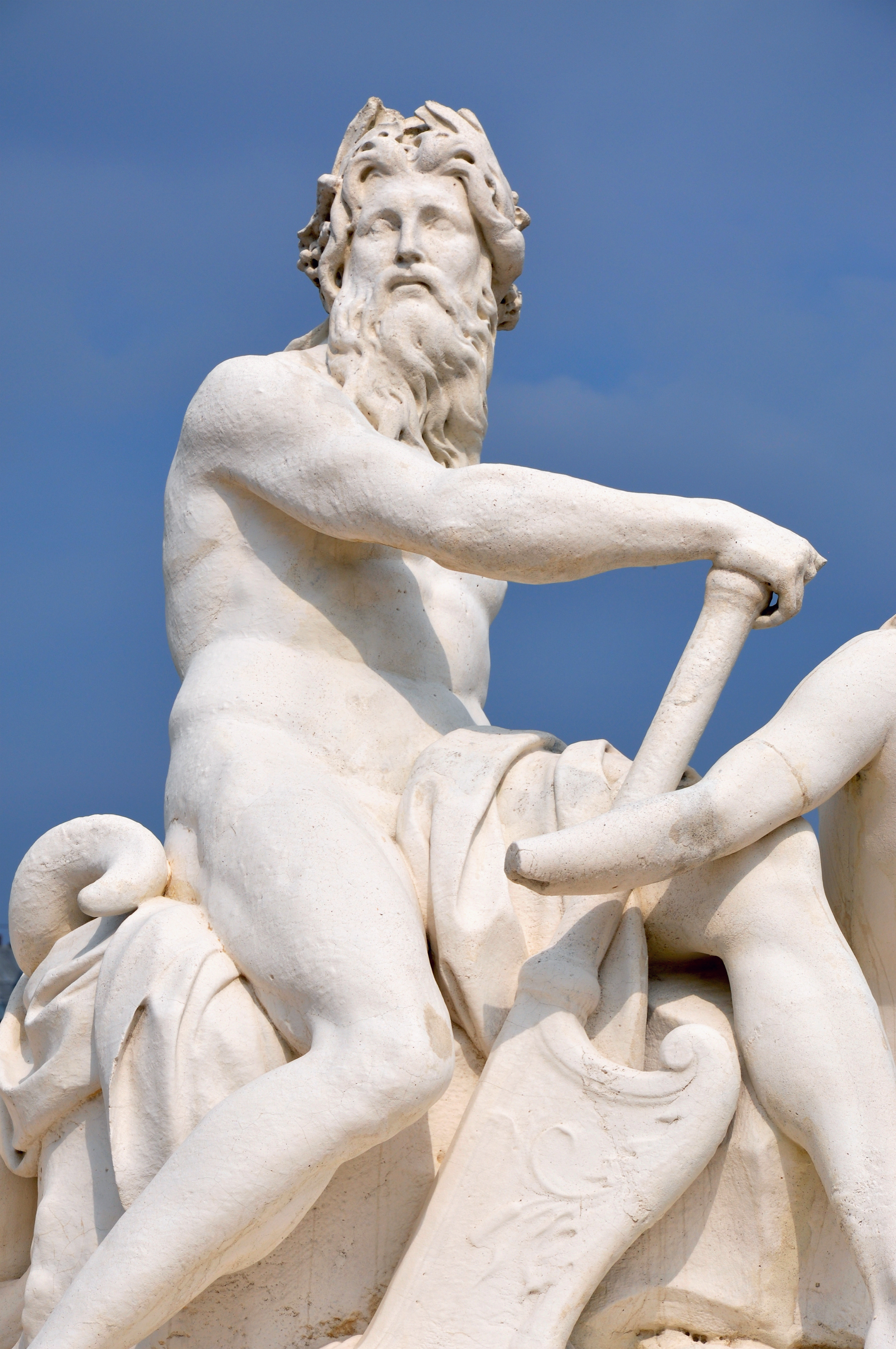
La rame

Cette puissance de la représentation viendrait aussi de l'idée de représenter la puissance du roi, capable de contrôler d'une certaine manière l'eau avec la machine de Marly.

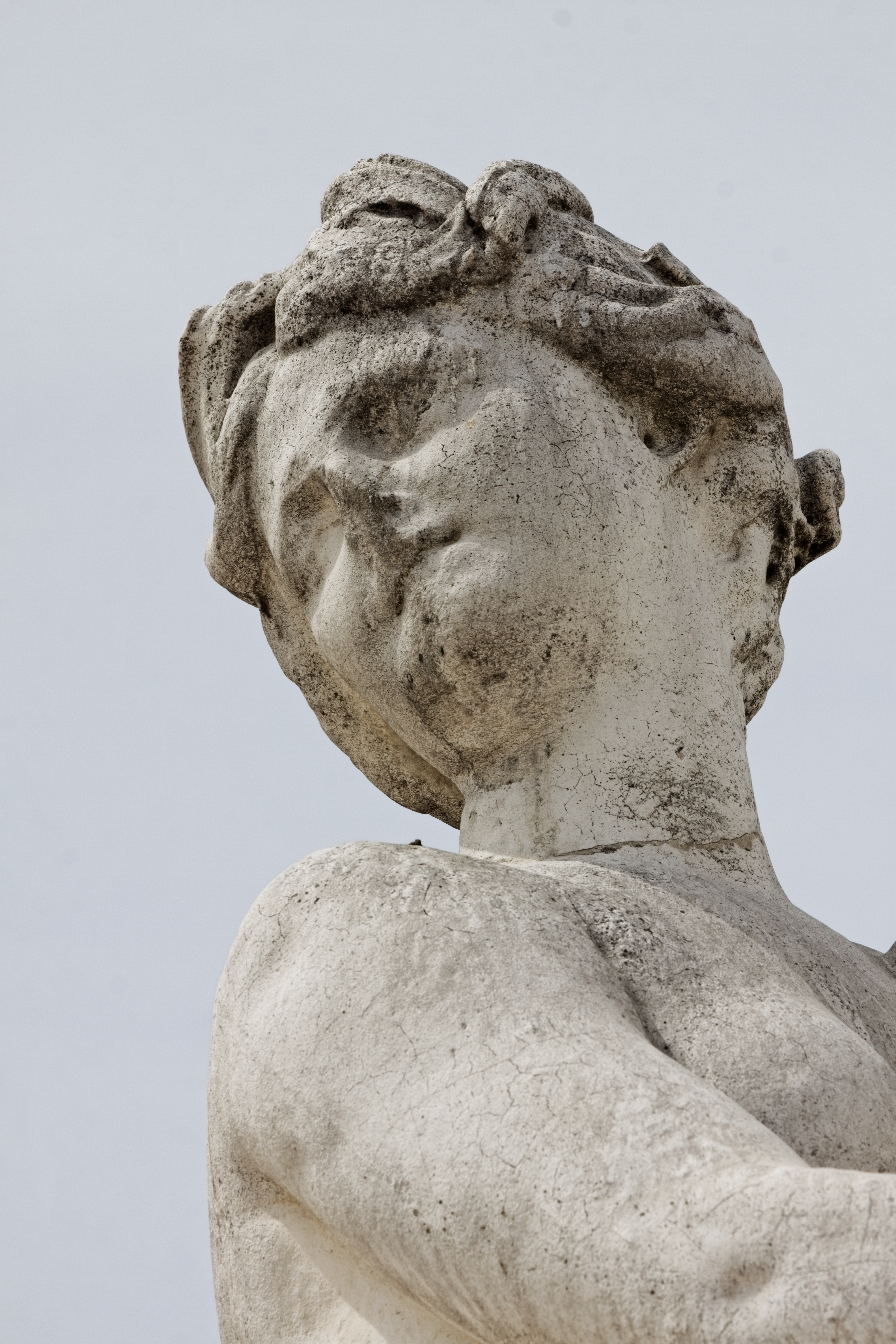
L'allégorie de la Marne.

La Marne, représentée sous la forme d'une nymphe, parait plus frêle et joviale.

## Historique
L'œuvre est commandée par la direction des Bâtiments du roi pour la pièce d'eau des Nappes du parc de Marly, c'est alors, sous Louis XIV, l'un des chefs-d'œuvre de la sculpture française. Il est commandé en même temps que l'allégorie de La Loire et le Loiret de Corneille Van Clève ainsi que les Rivières d'Anselme Flamen et Simon Hurtrelle (aujourd'hui disparues),. Ces différentes commandes surviennent pour l'aménagement des jardins du domaine de Marly, acquis par le roi en 1676 et dont la transformation avait commencé par les travaux de Jules Hardouin-Mansart et de Robert de Cotte. En effet, le roi mènera pendant son règne une politique artistique assez forte.
Coustou conçoit premièrement un petit modèle en cire en mai 1699 (il fut payé 137 livres l'an suivant) puis un grand modèle en plâtre qui sera placé en août et moulé les deux mois suivants de la même année (le moulage est effectué par le mouleur Jean Le Pilleur, par les sculpteurs-mouleurs Pierre Langlois et Jean Robert, et par les sculpteurs Jacques Desjardins, Jean Thierry et Pierre Varin). L'exécution en marbre est alors prévue quelques mois plus tard, en 1700, mais l'œuvre proprement dite n'a commencé à être taillée qu'en 1703 ou 1704. Enfin, elle sera achevée en 1712 à l'endroit même où l'œuvre doit être exposée, au bassin des Nappes. Le 20 juillet 1712, l'œuvre aura été complètement payée à l'artiste.
Pour des raisons économiques, qui ont mené au retard de l'exécution de l'œuvre, le roi demanda de peindre les moulages de plâtres façon bronze après avoir songé un temps à abandonner le marbre pour du plomb et de l'étain.
Trois ans plus tard, en août 1715, le piédestal est changé puis, en 1719 ou en 1723, c'est la sculpture qui est transportée jusqu'au bassin octogonal du jardin des Tuileries. En 1824, elle est toujours à cet emplacement avant d'être abritée au Louvre vers 1939 et remis à sa place après la Seconde Guerre mondiale.

Original de La Seine et la Marne avant la Première Guerre mondiale
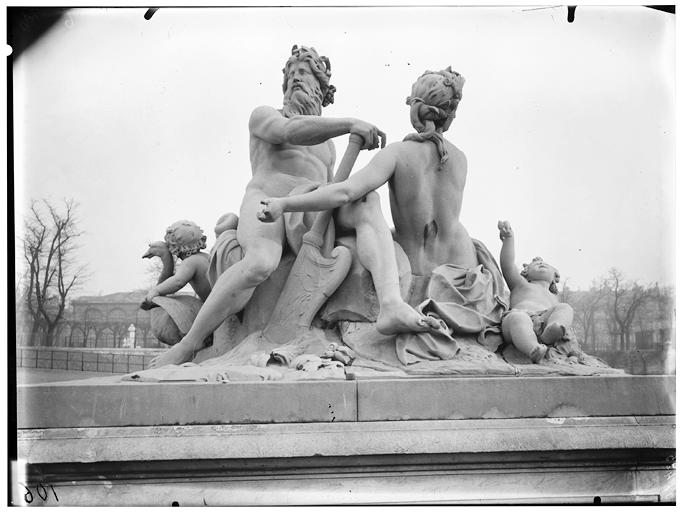
Allégorie de la Seine.
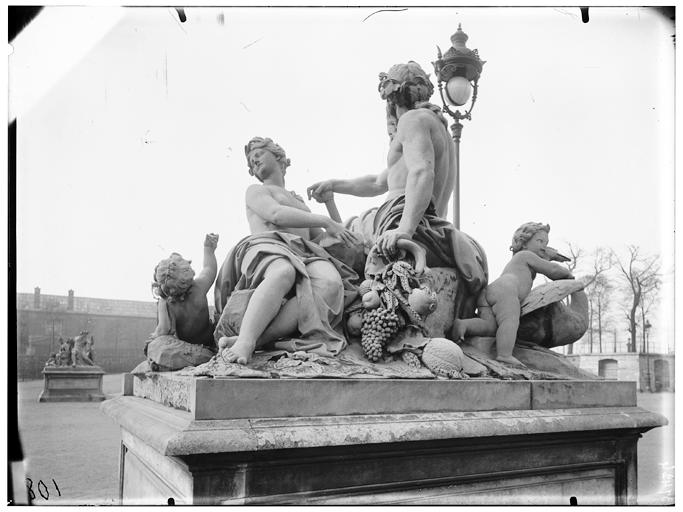
Allégorie de la Marne.
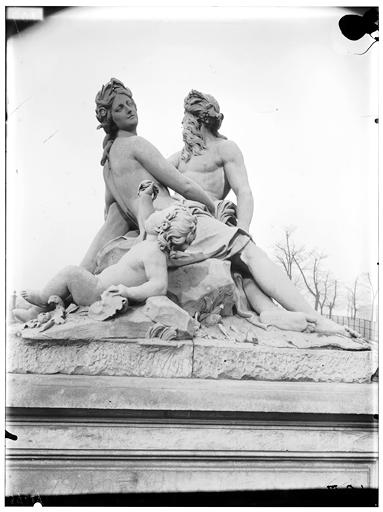

Alors qu'il entre à l'actuel musée du Louvre le 22 octobre 1993, une copie moulée est replacée à sa place initiale aux jardin des Tuileries.

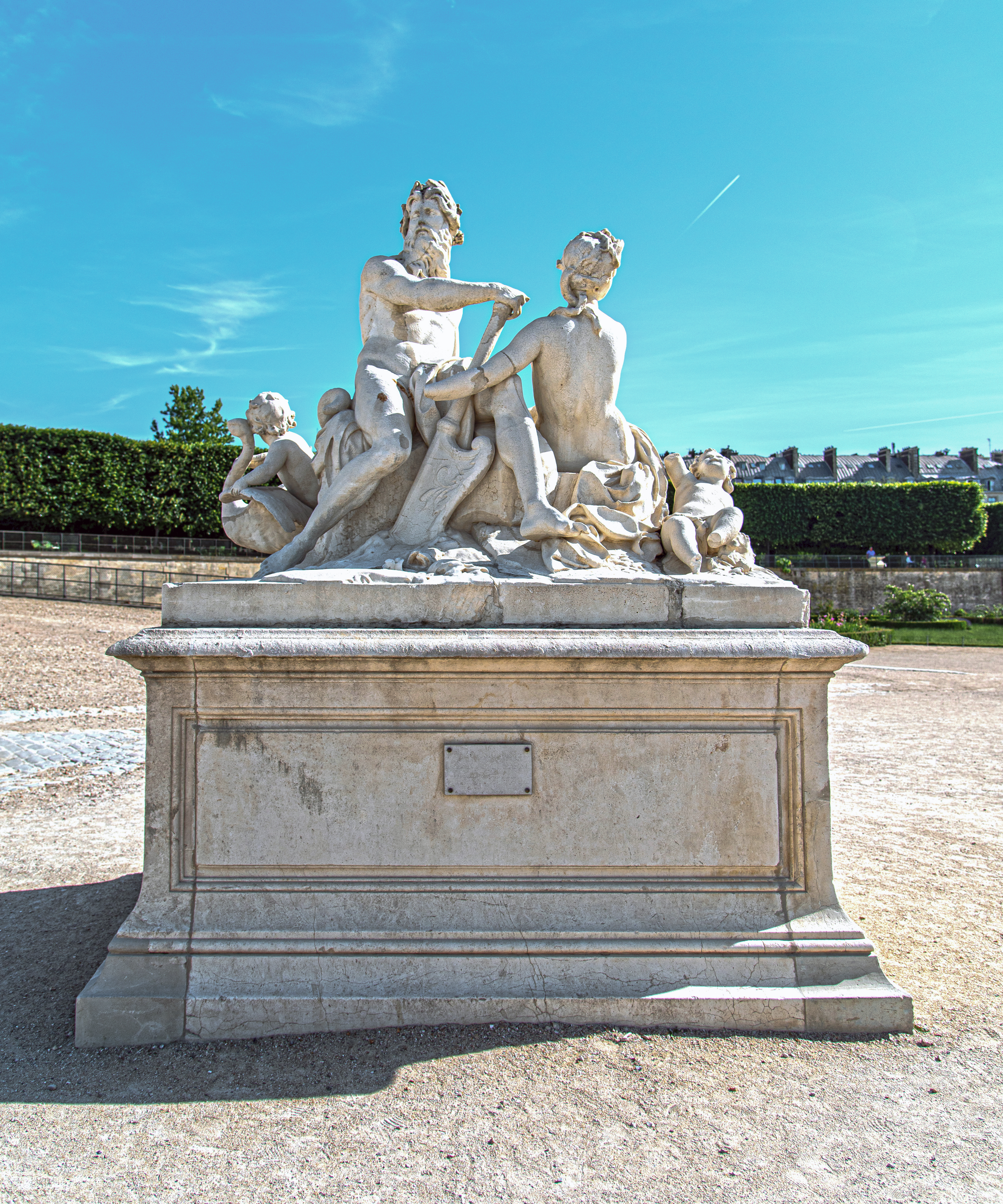
Le moulage de La Seine et la Marne.